# Santo Anastácio
Santo Anastácio, amtlich portugiesisch Município de Santo Anastácio, ist eine Gemeinde im Westen des brasilianischen Bundesstaates São Paulo. Sie wurde nach dem Heiligen Anastasius benannt. Die Einwohnerzahl wurde zum 1. Juli 2020 auf 20.866 Bewohner geschätzt, die Anastacianoer (anastacianos) genannt werden und auf einer Gemeindefläche von rund 552,9 km² leben. Die Bevölkerungsdichte beträgt rund 37 Bewohner pro km².

## Geographie
Umliegende Gemeinden sind Piquerobi, Marabá Paulista, Mirante do Paranapanema, Presidente Bernardes und Ribeirão dos Índios. Die Entfernung zur Hauptstadt São Paulo beträgt 600 km.
Das Biom ist Mata Atlântica.

## Söhne und Töchter der Stadt
- Victor Leandro Bagy (* 1983), Fußballspieler